# Fiat 1800

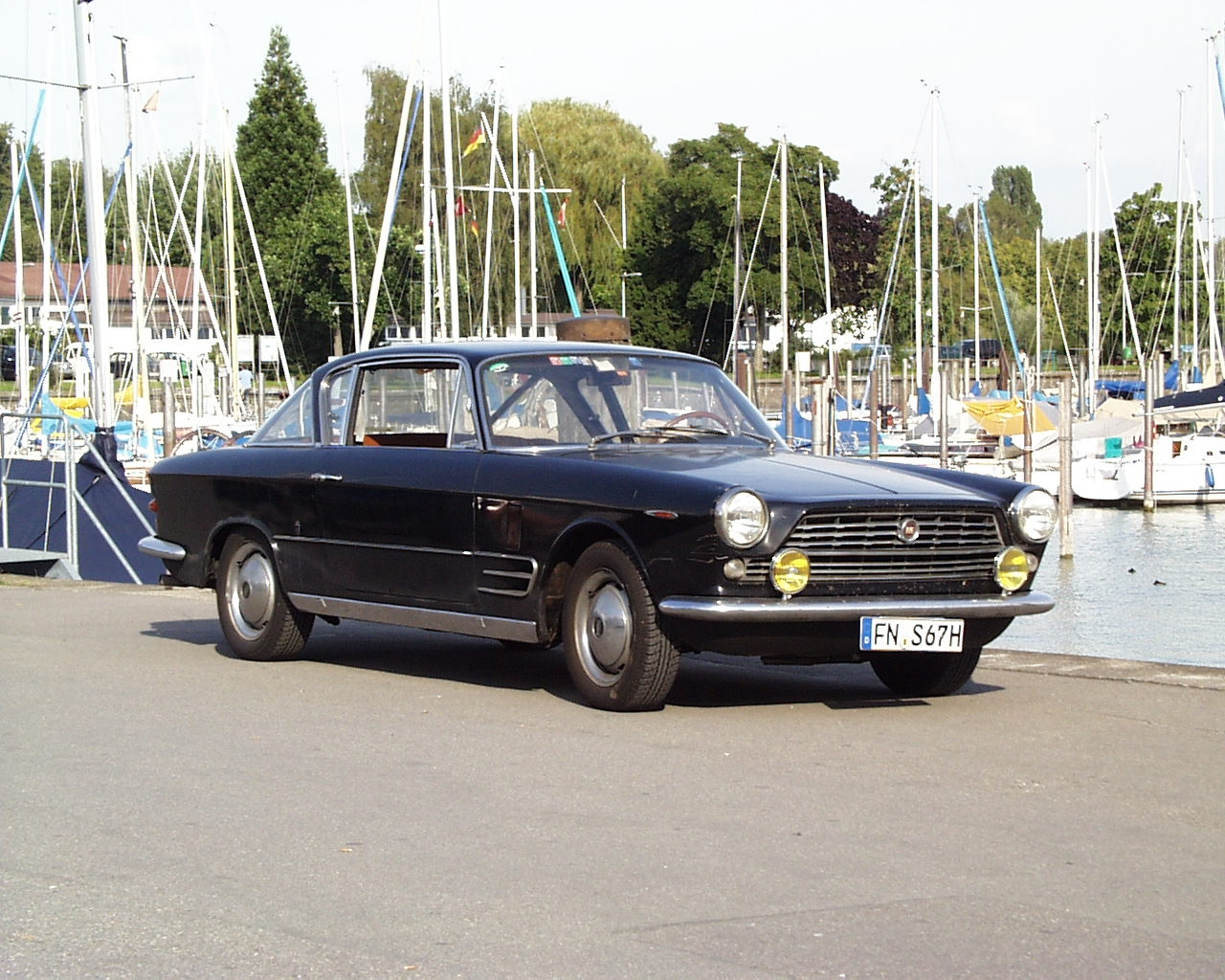
2300 Coupé

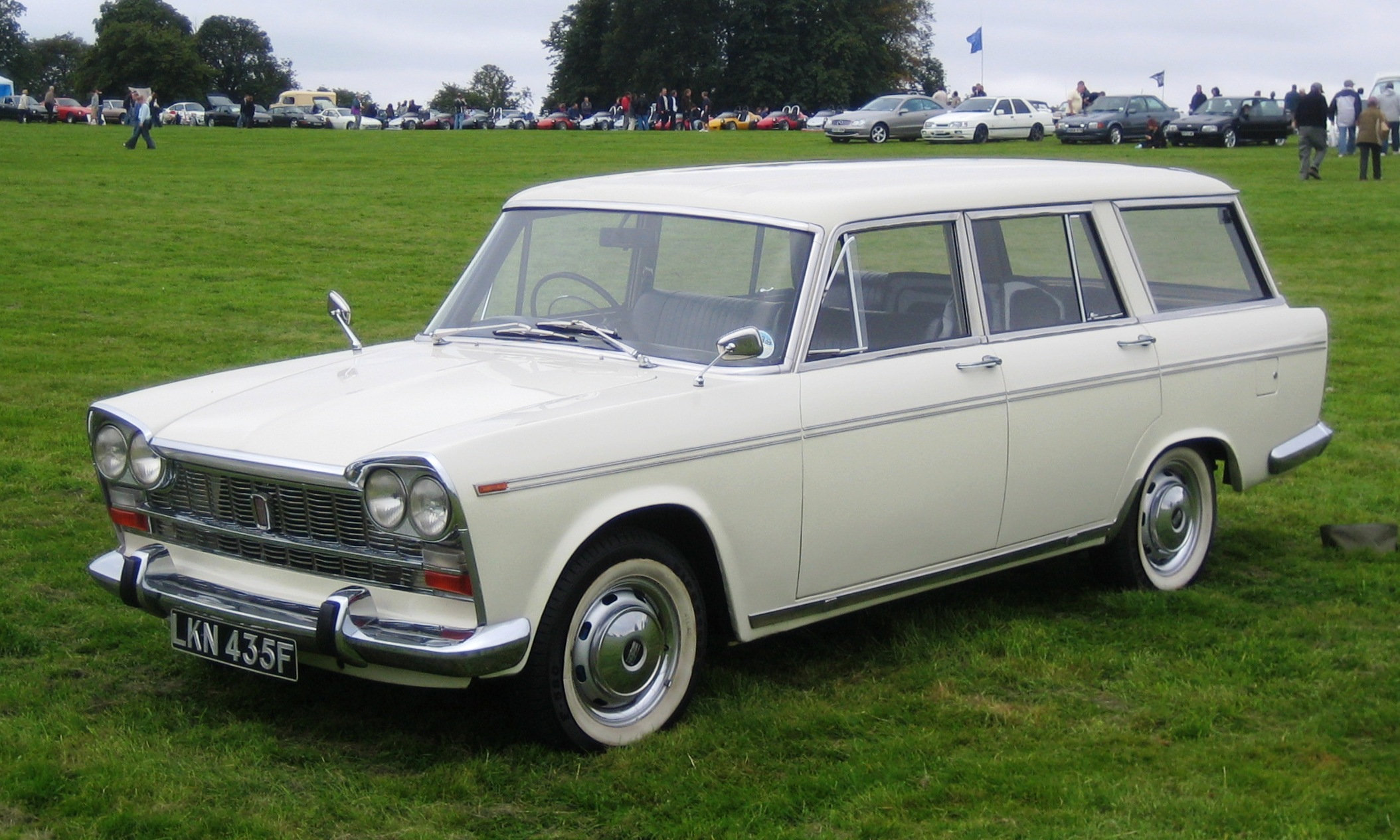
2300 Kombi

Fiat 1800/2100/2300 är en personbil, tillverkad av den italienska biltillverkaren Fiat mellan 1959 och 1968.

## Bakgrund
Fiats nya flaggskepp introducerades på Genèvesalongen 1959. Den hade sexcylindrig motor i två olika storlekar, torsionsfjädring fram och fanns som sedan (Berlina) och kombi (Familiare).

## 1800 (1959-68)
1800:n var den minsta sexcylindriga Fiaten. 1961 kom en B-modell, med starkare motor, skivbromsar runt om och modifierad inredning.

## 2100 (1959-61)
2100 hade en större version av den sexcylindriga motorn. Hösten 1959 introducerades 2100 Speciale. Den hade längre hjulbas och kunde skiljas från sina enklare syskon på fronten med dubbla strålkastare och annan kylargrill. Speciale var avsedd för den italienska statsapparaten, diplomatkåren och Vatikanen.

## 2300 (1962-68)
1962 ersattes 2100 av 2300.[källa behövs] Förutom en större motor fick bilen dubbla strålkastare och förbättringarna från 1800B. Den fick även termostatreglerad eldriven kylfläkt samt växelströmsgenerator vilket var mycket tidigt.
Som option fanns överväxel och servostyrning att välja till.
Speciale fortsatte att tillverkas med den större motorn.
Produktionen uppgick till 181 500 Berlina och Familiare samt 1 174 Speciale.

## 2300 Coupé (1961-68)
Ghia visade en coupéversion av den stora Fiaten på Turinsalongen 1960. Produktionen startade sent året därpå. Bilen fanns dels med den vanliga 2300-motorn, dels som 2300 S med en tvåförgasarmotor, utvecklad av Abarth. "Fattigmansferrari", sa elaka tungor om denna modell.
Produktionen uppgick till 3 500 exemplar.

## 1500 L (1963-67)
Den här undermotoriserade modellen skapades 1963 genom att Fiat plockade ner den fyrcylindriga 1500-motorn i 1800-karossen. Bilen såldes främst som taxi. Tillverkades också i Spanien som SEAT 1500.

## Motorer
| Modell | Årsmodell | Motor              | Cylindervolym | Effekt | Bränslesystem    |
| ------ | --------- | ------------------ | ------------- | ------ | ---------------- |
| 1800   | 1959-61   | 6-cyl radmotor ohv | 1795 cm³      | 75 hk  | Enkel förgasare  |
| 1800B  | 1962-68   | 6-cyl radmotor ohv | 1795 cm³      | 86 hk  | Enkel förgasare  |
| 2100   | 1959-61   | 6-cyl radmotor ohv | 2054 cm³      | 82 hk  | Enkel förgasare  |
| 2300   | 1962-68   | 6-cyl radmotor ohv | 2279 cm³      | 105 hk | Enkel förgasare  |
| 2300 S | 1962-68   | 6-cyl radmotor ohv | 2279 cm³      | 136 hk | Dubbla förgasare |
| 1500 L | 1963-67   | 4-cyl radmotor ohv | 1481 cm³      | 75 hk  | Enkel förgasare  |